# 比日布利亞克區

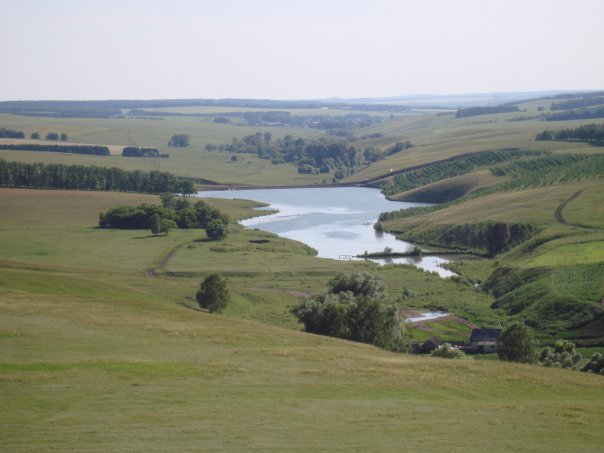

53°41′N 54°16′E / 53.683°N 54.267°E
比日布利亞克區（俄语：Бижбулякский район），是俄羅斯的一個區，位於該國西南部，由巴什科爾托斯坦共和國負責管轄，始建於1930年，面積2,133.9平方公里，2010年人口26,080，人口密度每平方公里12.22人。